# Giovanni Srofenaur
Giovanni Srofenaur (Mantova, 28 febbraio 1580 – Mantova, 8 aprile 1634) è stato un trombettista italiano.

## Biografia
Servì come trombettista di corte per il duca di Mantova, durante il regno dei Gonzaga. Ha servito come trombettista dal 1606 al 1631 sotto Ferdinando Gonzaga, Vincenzo II Gonzaga e Carlo I, duca di Mantova e Monferrato. Srofenaur ha suonato in un trio di trombe durante l'esecuzione del 1607 de L'Orfeo di Claudio Monteverdi.

## Fonti
- (EN) Kelly, Thomas Forrest, First Nights: Five Musical Premieres (Chelsea, Michigan: Yale University Press, 2000).

| Controllo di autorità | Europeana agent/base/117769 |